# Canibalism

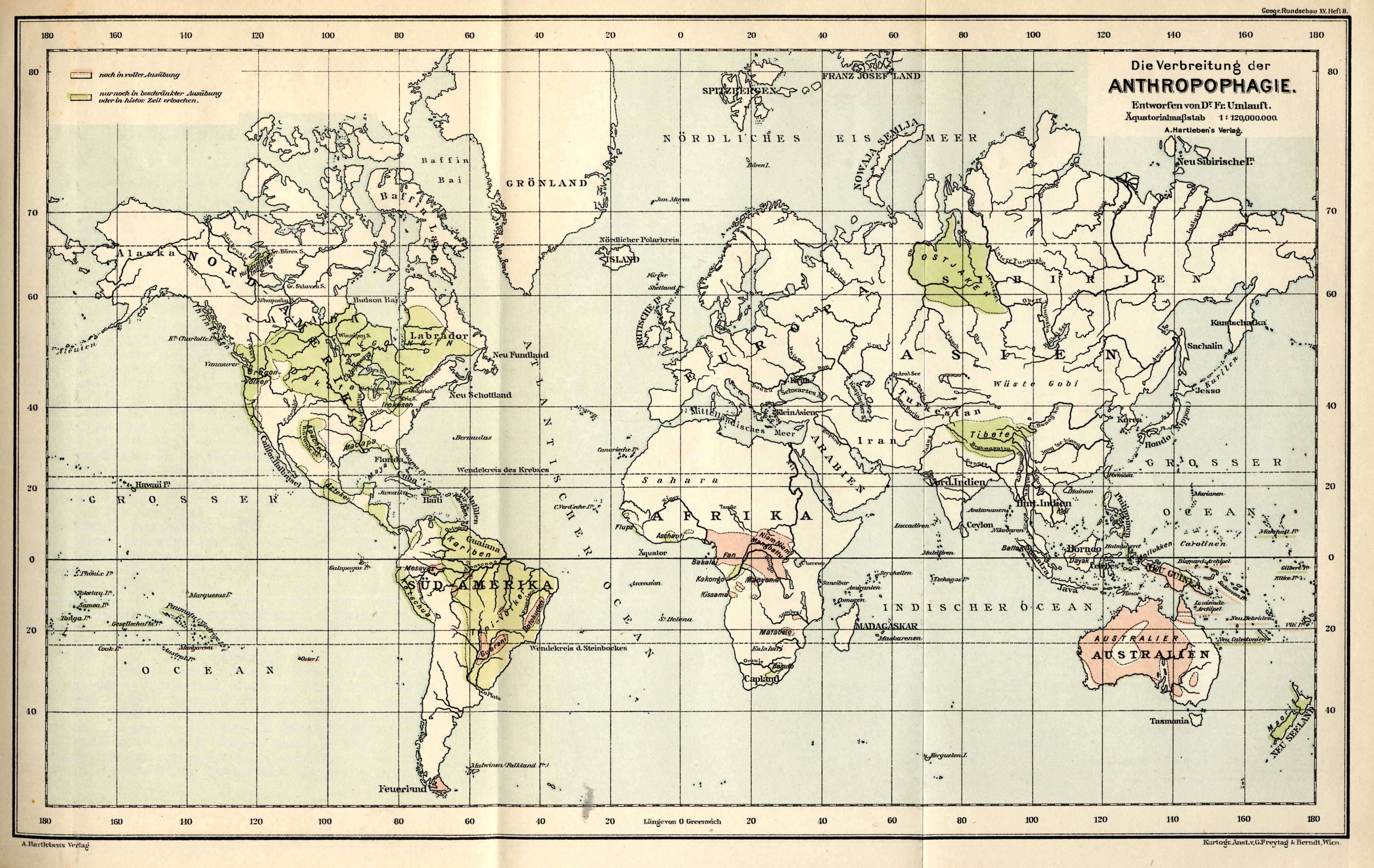
Răspândirea canibalismului uman la sfârșitul sec. XIX

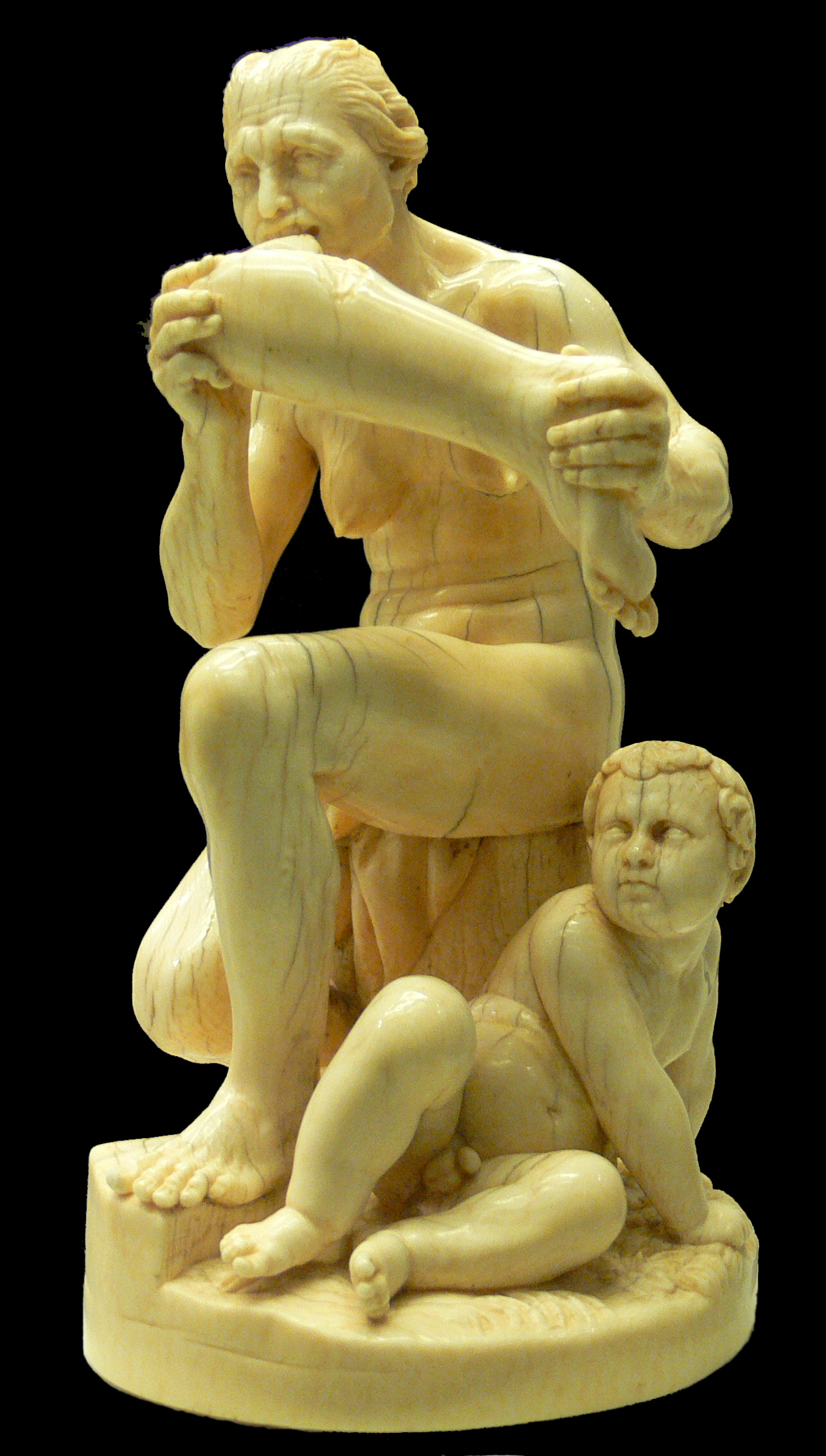
O femeie-canibal, de Leonardo Kern, 1650

Canibalismul (din spaniolă canibal = mâncător de oameni) sau antropofagia (în greacă ánthropophágia; ánthropos = om; phágein = a mânca) era în trecut consumarea de către unele popoare și triburi a cărnii de om, determinată de insuficiența produselor alimentare sau de unele credințe religioase. Canibalismul dispare odată cu domesticirea animalelor sălbatice. Rămășite ale antropofagiei au fost observate în secolul XIX la unele popoare din Africa și din insulele Oceanului Indian și Oceanului Pacific.
Se disting două tipuri de canibalism:
- endocanibalism - când se mănâncă membri ai propriului grup uman (familie, trib).
- exocanibalism - când se mănâncă membri ai altor grupuri umane.

Ca motivații, studiile au arătat că actul de canibalism este săvârșit sub trei tipuri de justificări:
- ritual sau religios
- de supraviețuire (apare la scară largă mai ales în situațiile de foamete acută, dar și în unele situații limită în care sunt implicate doar câteva persoane)
- criminal (în general practicat de persoane cu minți bolnave)

Canibalismul este foarte răspândit printre animale.